# Фармацевтическая промышленность Беларуси

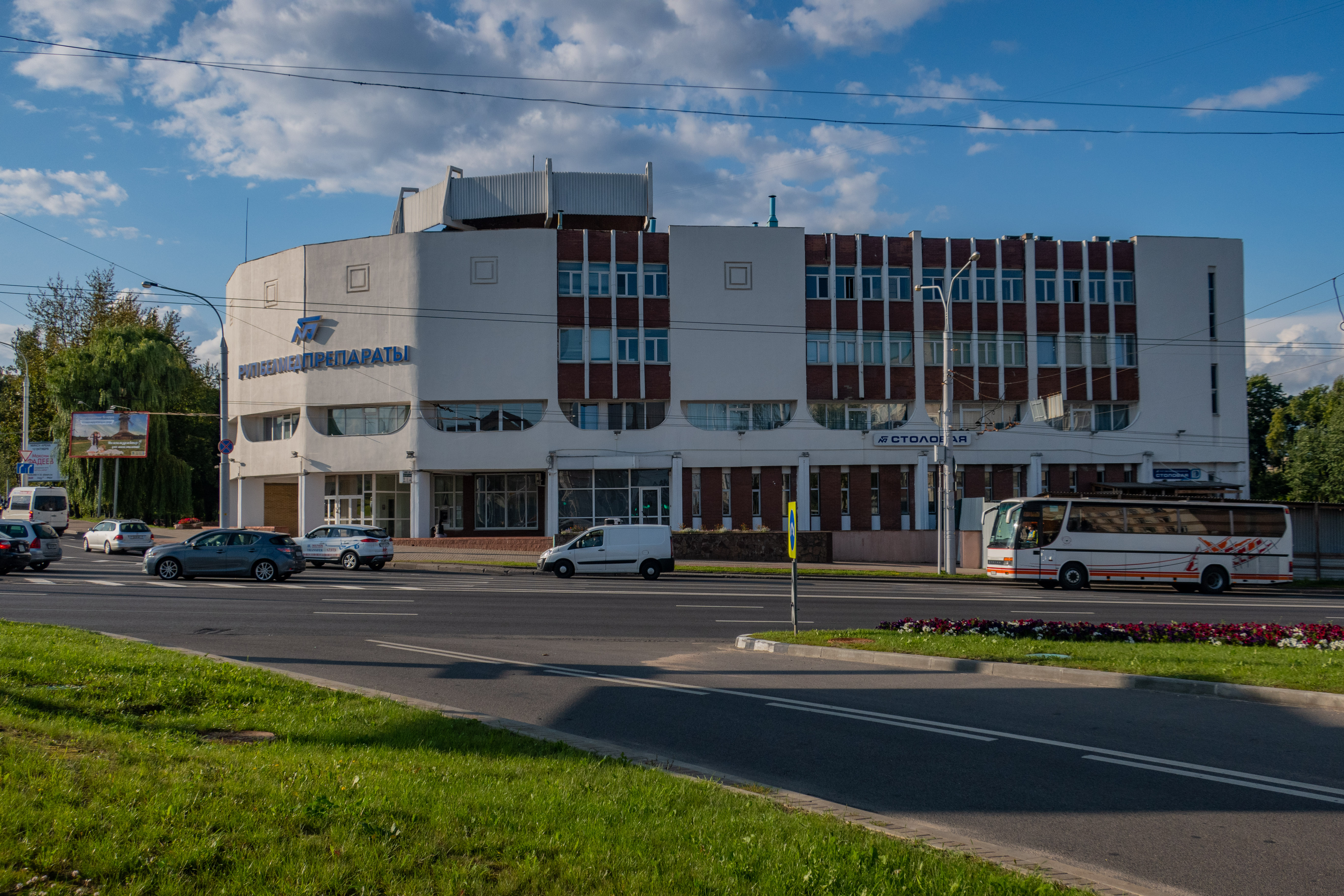
Корпуса РУП «Белмедпрепараты» в Минске

Фармацевтическая промышленность (бел. Фармацэўтычная прамысловасць) — отрасль промышленности Республики Беларусь. В 2019 году производство фармацевтических продуктов и препаратов составляло 1,2% в общем объёме промышленного производства, в отрасли действовало 100 организаций, на которых работало 10,4 тыс. человек (1,2% от общей численности работников промышленности) со средней зарплатой в 118,2% от средней по промышленности. Совокупная чистая прибыль предприятий отрасли составила 159,2 млн руб., рентабельность — 17,7%
Более половины потребностей внутреннего рынка обеспечивается импортом лекарств. Государство ставило целью достижение 50% обеспечения отечественными лекарствами ещё в начале 2010-х годов, но отмечалось, что достижение этого целевого показателя осуществлялось в том числе административными мерами (в частности, искусственным приоритетом белорусских лекарств при выписке рецептов). Несмотря на постепенное увеличение объёма производства фармацевтических изделий и их доли на внутреннем рынке, отечественные производители обеспечивают менее половины внутреннего рынка лекарств. Импорт лекарств превысил 800 млн долларов в 2019 году и 1 млрд долларов в 2020 году, в то время как общий объём производства фармацевтической продукции в Республике Беларусь составил в 2019 году 1,36 млрд руб. (ок. 630 млн долларов; часть этой продукции экспортировалась). Импортируется не только большая часть расфасованных лекарств, но и до 80% субстанций для их изготовления.

## Особенности отрасли
В 2017 году в рамках государственной кампании по созданию монополий в отдельных отраслях был создан государственный фармацевтический холдинг. Указом президента Республики Беларусь от 25 июля 2017 года № 258 был создан холдинг «Белфармпром», объединивший 29 организаций (8 участников и 21 компания, заключившая договор о сотрудничестве). По заявлению холдинга, входящие в его состав предприятия производят более 95% объёма лекарственных средств в Республике Беларусь. Создание монополии мотивировалось в том числе стремлением сделать производителей лекарств независимыми от государственного регулятора.
В 2019 году белорусские предприятия произвели лекарственных средств, содержащих пенициллин и прочие антибиотики, на 300 млн руб. (139,5 млн долларов), средств лекарственных с гормонами без антибиотиков на 26,2 млн руб. (12 млн долларов) и прочих лекарственных средств без гормонов и антибиотиков на 981,2 млн руб. (456 млн долларов).
В начале 2010-х годов 78% лекарств продавалось через аптеки, 22% реализовывалось в больницах, закупающих лекарства по особой схеме с использованием бюджетных средств. Белорусские лекарства обычно относятся к низкому и средне-низкому ценовому сегменту, в то время как импортируются преимущественно дорогие лекарства.
С 2021 года на лекарства был распространён налог на добавленную стоимость в размере 10% вместо ранее действовавшей ранее нулевой ставки. Отмечалось, что обещания Министерства финансов относились только к пациентам стационаров больниц (22% рынка лекарств), а не ко всем гражданам, а повышение НДС отразилось в том числе и на субстанциях, которые почти не производятся в республике.
Инсулин
Белорусские независимые СМИ неоднократно публиковали критические материалы о китайском инсулине, который расфасовывается на «Белмедпрепаратах». Сообщалось, что пациенты жаловались на низкое качество белорусско-китайского инсулина. В 2014 году одним из эффектов ужесточения правил выписки рецептов стало осложнение получение не-белорусского инсулина по рецептам. В 2017 году в тендере на поставку инсулина для детей-диабетиков победил более дорогой китайский инсулин: несмотря на более высокую цену, он расфасовывался в Минске и потому имел преференции по сравнению с более дешёвым французским аналогом. В 2019 году сообщалось о проблемах, которые испытывали некоторые диабетики в связи с временным исчезновением из продажи в аптеках импортного инсулина.

### Экспорт и импорт
В отрасли директивно поддерживается экспорт и импортозамещение.
В 2020 году объём экспорта лекарственных средств составил 12 239 т, импорта — 8999 т. Несмотря на превышение физического объёма экспорта над импортом, импорт в денежном выражении многократно превышал объём экспорта, поскольку импортировались преимущественно лекарства с высокой добавленной стоимостью. Объём экспорта фармацевтической продукции в денежном выражении составил в 2019 году 277,7 млн долларов, в 2020 году — 312,2 млн долларов, объём импорта — 845,2 млн долларов в 2019 году и 1003,8 млн долларов в 2020 году.
Крупнейшие позиции белорусского экспорта в 2020 году:
- прочие лекарственные средства (ТН ВЭД 300490) — 173,8 млн долларов;
- лекарственные средства с прочими антибиотиками — 81,7 млн долларов;
- ветеринарные вакцины — 12 млн долларов;
- прочие лекарственные средства с витаминами — 11,9 млн долларов;
- продукты фармацевтические прочие — 6,9 млн долларов;
- прочие лекарственные средства расфасованные (ТН ВЭД 300449) — 5,7 млн долларов;
- лекарственные средства с пенициллином или стрептомицином — 5,7 млн долларов;
- лекарственные средства с кортикостероидными гормонами — 4,2 млн долларов.

Главный рынок экспорта лекарств — Россия. Экспорт в развитые страны осложняется непризнанием иностранными государствами сертификатов GMP, выданных Минздравом РБ.
В 2014 году среди 5 крупнейших участников белорусского фармацевтического рынка присутствовали 3 иностранных компании — Sanofi-Aventis, Novartis, Bayer. Крупнейшие поставщики расфасованных лекарственных средств на белорусский рынок по итогам 2020 года — Германия, Россия, Индия, Франция, Словения, Венгрия, Польша, Италия, Украина, Швейцария, Бельгия, Латвия, Турция, Румыния, Испания, Ирландия, Нидерланды, США.

## Предприятия
Белмедпрепараты
РУП «Белмедпрепараты» — крупнейшее предприятие отрасли. На 1 апреля 2020 года компания зарегистрировала 354 наименования препаратов более 20 фармакотерапевтических групп.
Борисовский завод медицинских препаратов
ОАО «Борисовский завод медицинских препаратов» (БЗМП, Боримед) — одно из крупнейших предприятий отрасли. Завод основан в 1965 году. В 2020 году предприятие зарегистрировало в реестре 229 лекарственных препаратов. Объём выручки в 2013 году составил 103 млн долларов. В 2018 году предприятие произвело товаров на 136 млн долларов (более 5 млрд таблеток, 300 млн ампул, 185 млн капсул), около половины продукции экспортировалось. На предприятии занято около 3 тысяч человек.
Минскинтеркапс
УП «Минскинтеркапс» было основано как частное предприятие, впоследствии перешло в собственность государства. Производит 64 препарата (в основном — витамины, сердечно-сосудистые и противоаллергенные препараты). Объём выручки в 2013 году оценивается в 25,5 млн долларов.
Лекфарм
Белорусско-болгарское СООО «Лекфарм» расположено в Логойске (Минская область). Компания была создана белорусским частным дистрибутором лекарств и болгарскими инвесторами. В 2014 году болгарско-румынская компания Rompharm выкупила контрольный пакет акций совместного предприятия. Объём выручки в 2013 году оценивается в 40 млн долларов. По ассортименту производимой продукции «Лекфарм» занимает 4-е место в республике (131 наименование).
Фармлэнд
Белорусско-нидерландское СООО «Фармлэнд» базируется в Несвиже (Минская область). Специализируется на поставках лекарств для больниц, производстве лекарственных средств в таблетках и капсулах и биологически активные добавки, всего в ассортименте — 100 препаратов. Объём выручки в 2013 году оценивается в 15 млн долларов.
Прочие производители
ОАО «Несвижский завод медицинских препаратов» (НЗМП) в посёлке Альба — южном пригороде Несвижа — был открыт в 1960 году, специализировался на производстве кормовых антибиотиков, удобрений и антисептиков. Впоследствии переориентировался на производство продукции для больниц. Объём выручки в 2013 году составил 15,2 млн долларов. В 2015 году на предприятии работало 437 человек. Доля государства — 100%. В 2020 году .
В конце 1980-х годов в городе Дрогичин Брестской области строился крупный биохимический завод. На базе его недостроенных корпусов были образованы РУП «Экзон» и РУПП «Экзон-Глюкоза». ОАО «Экзон» занимается производством 55 лекарственных средств в таблетках, порошках, гранулах, капсулах, в виде сиропов, а также гематогена. Завод активен в расфасовке продукции иностранных производителей для белорусского рынка. На предприятии в 2015 году работало 239 человек, доля государства — 99,2%. РУПП «Экзон-Глюкоза» пребывает в тяжёлом финансовом положении, с 2017 года находится в стадии санации.
В Бешенковичах (Витебская область) организовано СООО «Нативита» по производству фармацевтической продукции с участием индийских и литовских инвесторов. В 2019 году было объявлено о скором начале производства на базе предприятия «вакцины для лечения рака лёгкого». Ассортимент производимой продукции насчитывает 19 наименований (2020 год).
В Витебске действует ООО «Рубикон», производящая 56 различных лекарств.
Гродненское НПК «Биотест» (принадлежит латвийским инвесторам) специализируется на производстве растительных препаратов (63 наименования).
В Минске зарегистрировано РПУП «АКАДЕМФАРМ» (дочернее предприятие Национальной академии наук Беларуси), производящая 35 лекарств и биологически активных добавок.
В 2019—2020 годах на базе неиспользуемых корпусов РУП «Белмедпрепараты» в Скиделе (Гродненский район; бывшее РУП «Гродненский завод медицинских препаратов») было открыто белорусско-индийское совместное предприятие ООО «Новалок», на котором индийская компания Lok-Beta Pharmaceuticals собиралась производить и упаковывать дженерики для российского рынка. Государственные СМИ писали, что на предприятии будут производить в числе прочего лекарства «для лечения СПИДа».
Проект «Белбиоград»
В 2011 году Министерство экономики инициировало создание биотехнологического технопарка «Белбиоград», на базе которого реализовывались бы и фармацевтические проекты,  по образцу сингапурского «Биополиса». В 2013 году проект был пересмотрен: вместо привлечения иностранных инвестиций было решено опираться на собственные силы, и проект был передан под эгиду Национальной академии наук Беларуси. Ожидалось, что в 2017 году «Белбиоград» начнёт работу (регистрация юридического лица произошла в 2016 году), разместится в неиспользуемых корпусах научных учреждений НАН, достигнет экспорта в 175 млн долларов за 5 лет работы. Заместитель председателя президиума НАН обещал обеспечить коммерческий эффект в 500 млн долларов к 2023 году. Однако по состоянию на 2018 год указ о льготах и преференциях для резидентов парка не был подписан. Один из разработчиков первоначальной версии проекта возложил ответственность за затягивание проекта на принятие чиновниками решение о передаче «Белбиограда» под эгиду НАН РБ, заинтересованной в максимальном привлечении не иностранных инвесторов, а собственных институтов, и ориентированной на импортозамещение. По состоянию на 2020 год «Белбиоград» практически не функционирует.